# Auto Parts Company
Auto Parts Company, vorher Automobile Parts & Equipment Company, war ein US-amerikanischer Hersteller von Automobilen.

## Unternehmensgeschichte
Horace W. Book, Arthur B. Pease und Albert H. Frys gründeten im Sommer 1906 das Unternehmen. Der Sitz war am West Jackson Boulevard in Chicago in Illinois. 1907 begann sowohl die Produktion von Automobilen als auch die Werbung dafür. Die Markennamen variierten während der nächsten Jahre. Im November 1909 wurde bekannt, dass die Harrison Motor Car Company, die Logan Construction Company und die Monarch Motor Car Company übernommen wurden. 1914 endete die Produktion.

## Fahrzeuge

### Markenname Chicago Flyer
Dieser Markenname wurde 1907 verwendet.

### Markenname Touraine
Unter diesem Namen wurde ebenfalls 1907 ein Fahrzeug angeboten. Ein wassergekühlter Zweizylindermotor mit 22 PS Leistung trieb über ein Zweigang-Planetengetriebe und eine Kardanwelle die Hinterachse an. Das Fahrgestell hatte 254 cm Radstand. Der offene Tourenwagen bot Platz für fünf Personen. Der Neupreis betrug 1500 US-Dollar. Zum Vergleich: Ein etwa kleinerer und schwächerer Ford Modell R kostete als zweisitziger Runabout nur die Hälfte.

### Markenname Auto Parts
Dieser Markenname ist für 1909, 1910, 1912 und 1914 überliefert, kann aber auch die gesamte Zeitspanne von 1907 bis 1914 verwendet worden sein. Das Modell von 1909 hatte einen Motor mit 22 PS Leistung, Kardanantrieb und eine offene Tourenwagenkarosserie. Es kostete 900 Dollar.
Ein Highwheeler von 1910 basierte auf dem früheren Monarch.
Das Model 4-30 von 1912 bestand aus Teilen von Harrison und Logan. Genannt ist ein Toy Tonneau für 650 Dollar.
1914 wurden Bauteile für ein Fahrzeug angeboten. Diese Teile stammten wohl von der Michigan Motor Car Company, die aufgelöst worden war.

### Markenname Square Deal
Diesen Namen gab es nur 1910. Es war ein Highwheeler mit einem Zweizylindermotor, der 14 PS leistete. Der Radstand betrug 208 cm.

### Markenname Oswald
Der Oswald von 1911 war ein Runabout.

### Markenname Yankee
Das einzige Modell entstand 1914. Es wurde als Cyclecar bezeichnet, allerdings ist unklar, ob es bezüglich Hubraum und Leergewicht den Kriterien für Cyclecars entspricht. Der Vierzylindermotor leistete 18 PS. Der Radstand betrug 259 cm.